# Medinodexia fulviventris
Medinodexia fulviventris là một loài ruồi trong họ Tachinidae.